# Plano Parcelario de Madrid del Instituto Geográfico y Estadístico

Plano Parcelario de Madrid (1879).
Ejemplar de la Biblioteca Nacional de Francia.

El Plano Parcelario de Madrid, también conocido como Plano Parcelario de Ibáñez de Ibero es un plano de Madrid formado por el Instituto Geográfico y Estadístico y publicado en tres ediciones en los años 1874, 1877 y 1879 a una escala de 1:2000 y 1:5000.
Fue premiado en la Exposición Nacional de Bellas Artes de 1874.

## Descripción
El Plano Parcelario de Madrid constituye la fuente cartográfica más completa y detallada en la secuencia de planos históricos de la ciudad desde la publicación de la Planimetría General de Madrid en 1750-1751 por su gran nivel de detalle y precisión.
Los levantamientos fueron realizados por el cuerpo de topógrafos de la Junta General de Estadística primero y más adelante del Instituto Geográfico y Estadístico. El grabado del plano fue obra de José Reinoso y Torija.
Las ediciones de 1874 y 1877 se componen de 16 hojas a escala 1:2000 y la edición de 1879 se publicó en 2 hojas a escala 1:5000. Sin embargo, los levantamientos topográficos se realizaron a escala 1:500 y 1:2000. Las Minutas Topográficas se han conservado en el Archivo Topográfico del Instituto Geográfico Nacional.
El Plano Parcelario de Madrid representa la mayor parte del término municipal de la época, incluyendo los nuevos barrios del ensanche.  
Por primera vez en la historia de la cartografía madrileña se representa el interior de las parcelas (superficies construidas, jardines, etc.).